# Сноубордкрос

Сноубордкрос або бордеркрос — зимовий олімпійський вид спорту, дисципліна сноубордингу, в якій спортсмени змагають у швидкісному спуску спеціально підготовленою трасою. У сноубордкросі одночасно стартує група сноубордистів, зазвичай чотири. Перемагає той, хто першим перетинає лінію фінішу.
Сноубордкрос входить до програми Олімпійських ігор, починаючи з Туринської олімпіади 2006. Розігруються два комплекти медалей, окремо для чоловіків і жінок. Інші великі змагання Зимові Х ігри та кубок світу.

## Організація змагань
Змагання із сноубордкросу зазвичай розпочинаються кваліфікаційним етапом, в якому спортсмени проходять трасу на швидкість з метою визначення чільної 16-и. 16 найшвидших потрапляють у чвертьфінали. В кожному чвертьфіналі четвірка сноубордистів бореться за перші два місця, які дають перепустку в півфінал. Відповідно, із четвірки півфіналістів двоє отримують право виступати в фіналі.
В кожному заїзді спортсмени для зручності глядачів, що спостерігають за змаганнями з далекої віддалі, одягають кольорові біби — чорний, синій, червоний та жовтий.
Сноубордист повинен пройти трасу, не торкаючись прапорців. Він також може бути дискваліфікований після зіткнення, якщо судді розцінять, що воно було навмисним. Випадкові зіткнення, особливо часті у верхній частині траси, не караються.

## Досягнення українських спортсменів

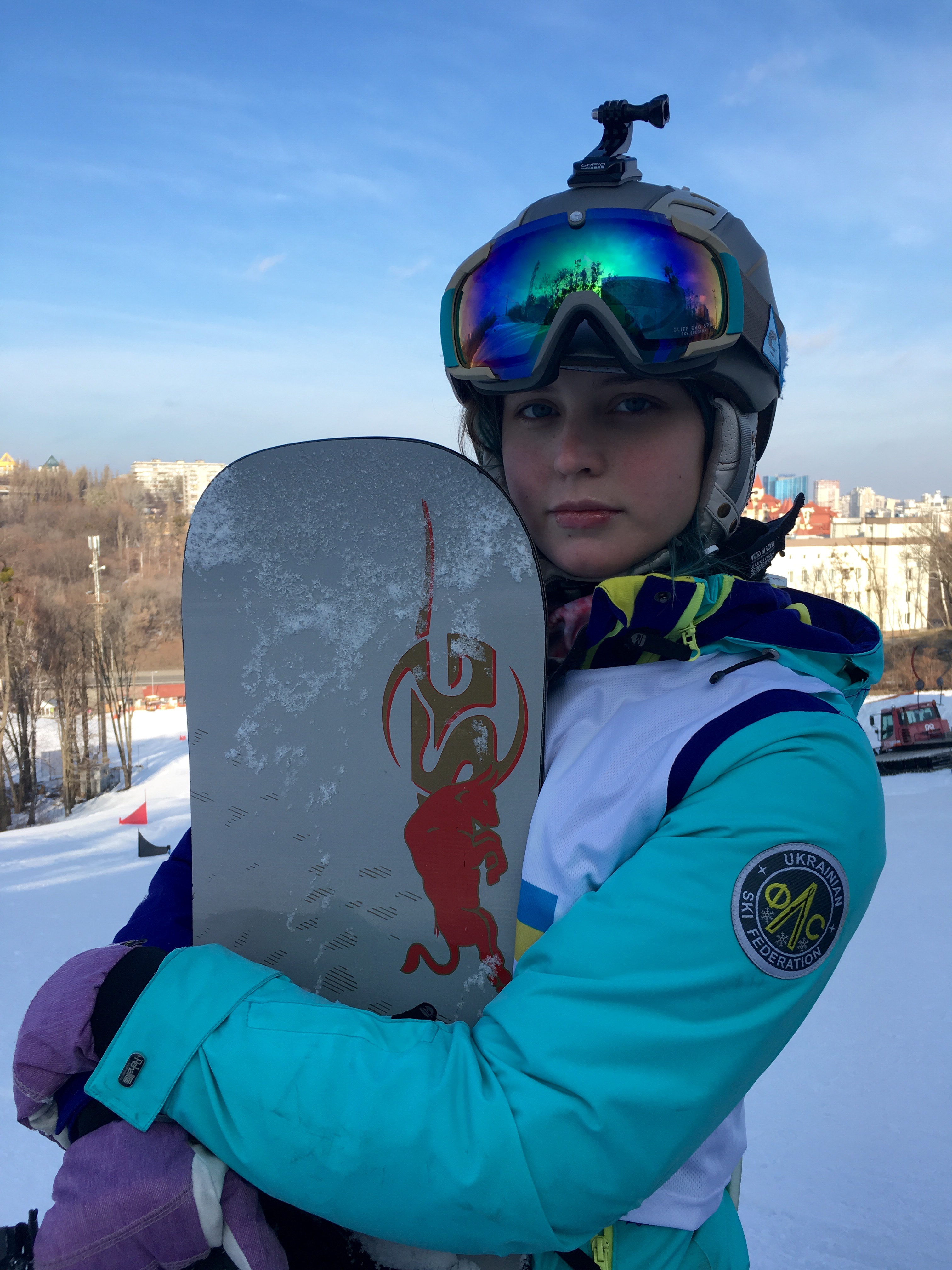
Дарина Кириченко, 2016

16 лютого 2016 на Зимових юнацьких Олімпійських іграх 2016 у командних змаганнях зі сноубордкросу змішана четвірка з українкою Дариною Кириченко у складі завоювала бронзові медалі.